# Convalarina
La convalarina es un glucósido sólido cristalino extraído de la planta Convallaria majalis
Se puede obtener a partir del extracto alcohólico del residuo en el que convalamarina se ha extraído con agua. La solución alcohólica se trata con acetato de plomo, el filtrado liberado de plomo mediante el uso de sulfuro de hidrógeno, y se cristaliza por concentración. Una solución acuosa que forma espuma, como el agua y jabón cuando se agitan. Mediante larga ebullición con ácidos diluidos se disocia en azúcar y convalaretina.

## Acción y usos
La convallarina provoca náuseas y diarrea.